# مقاطعة كنيديان (أوكلاهوما)
مقاطعة كنيديان (بالإنجليزية: Canadian County)‏ هي إحدى مقاطعات ولاية أوكلاهوما في الولايات المتحدة الأمريكية. تمت تسمية المقاطعة على اسم النهر كنيديان، الذي يشكل جزءًا من حدودها الجنوبية. ربما تم تسمية النهر على اسم المستكشفين الأوروبيين الأوائل الذين كانوا تجار الفراء وصيادي الفخاخ من فرنسا الجديدة، أو كندا الاستعمارية قبل عام 1763.
اعتبارًا من تعداد عام 2020 بلغ عدد السكان 154.405 نسمة، مما يجعلها رابع أكبر مقاطعة من حيث عدد السكان في أوكلاهوما. مقر المقاطعة هو إلرينو. ومقاطعة كنيديان هي جزء من المنطقة الإحصائية الحضرية في أوكلاهوما سيتي.